# Come l'acqua
Come l'acqua è il nono album in studio del cantante italiano Mango, pubblicato nel 1992 dalla Fonit Cetra.

## Tracce
Testi di Mogol e musiche di Mango, eccetto dove indicato.
1. Mediterraneo
2. Una vita da scordare
3. Come l'acqua
4. Uocchie 'e 'stu munno (P. Mango, A. Mango)
5. Passeggera unica (P. Mango, A. Mango)
6. Grandi sogni
7. Mondi sommersi
8. Le onde s'infrangono
9. Intime distanze (P. Mango, A. Mango)
10. Il condor (P. Mango, A. Mango)

## Formazione
- Mango – voce, cori
- Celso Valli – tastiera e sintetizzatore
- Pino Palladino, Paolo Costa – basso
- Ian Kewley – tastiera
- Lele Melotti, Beppe Gemelli, Manu Katché – batteria
- Luca Bignardi – programmazione
- Graziano Accinni – chitarra acustica
- Richard Galliano – fisarmonica
- Mauro Paoluzzi, Dominic Miller – chitarra elettrica
- Rocco Petruzzi – tastiera, programmazione
- Paolo Bighignoli – oboe
- Paolo Grazia – fagotto
- Silvia Valente, Giorgio Vanni – cori

## Classifiche
| Classifica (1992) | Posizione massima |
| ----------------- | ----------------- |
| Italia            | 4                 |